# 祇园精舍
27°30′34″N 82°02′24″E / 27.509466°N 82.040073°E
祇園精舍（梵語：Jetavana anāthapiṇḍadārāma，巴利語：Jetavana anāthapindikārāma），全稱祇樹給孤獨園，音寫為祇洹阿難邠坻阿藍，簡稱祇園、祇樹園、祇陀林園、逝多林園等，位于印度北部北方邦舍卫城南郊，是佛陀当年传習佛法的一大重要场所，建成時間比王舍城竹林精舍稍晚一些，是佛教史上第二栋专供佛教僧人使用的建筑物，也是佛陀在世时规模最大的精舍。
祇園的「祇」指祇陀太子（又作逝多太子，意為戰勝），故祇林/祇樹又稱作祇陀林（Jeta-vana）、逝多林、誓多林、勝林、戰勝林等，音寫為祇洹/祇桓、祇陀槃那。

## 概論
祇園精舍由拘萨罗国富商给孤独（巴利語：Anāthapiṇḍika；梵語：Anāthapiṇḍada）长者发愿建造。
給孤獨原名须达多（Sudatta），意为善授、善施，名如其人，他家財巨富，常周濟貧困，尤其是对孤独无依的人，因此人稱“給孤獨”，意爲“對孤獨無依之人（anātha）供給團食者（piṇḍada）”。他看到城南郊二公里处的一处园林，景色宜人，清雅幽静，正是设立精舍的理想地点。於是和园林拥有者祇陀（Jeta）商议。祇陀乃波斯匿王之太子，富有無比，根本看不上須達多手上的銀錢，於是戲言「汝將黃金鋪滿園地，我方肯賣。」。須達多歡欣鼓舞，耗盡家資，終於達到要求，將金箔鋪滿了園地，祇陀太子感動而言：「園中土地，盡滿金箔，已為公得。惟我園中木未貼金箔，仍為我有。吾亦欲以獻佛也。」（白話：園中的土地，已經遍覆金箔，如願爲您所得。唯有園中的樹木您沒有貼金箔，仍然是我所有，現在我也願意貢獻給佛陀。）波斯匿王、祇陀太子和給孤獨長者三人，因為捐贈祇園一事，後來被列入伽藍聖眾之列。
巴利語文獻中，並無黃金鋪滿園地，才肯賣出的敘述，而是就算給孤獨長者舖滿遍地黃金，祇陀太子也不願意出售。
佛陀後半生在此安居长达二十多年，因此现今流传的经典，大约有七、八成都是在这里讲说的。很多佛经比如《阿弥陀经》和《金刚经》开篇就提到佛陀「佛在舍卫国祇树给孤独園」。在佛教本生故事中，釋迦牟尼佛的過去世曾在這一片地區（仍是園林）作鹿王，跟此地有緣。

## 同名寺院
斯里兰卡也有一处“祇陀林”寺院，但与印度祇陀林非同一处。在斯里兰卡祇陀林上还建有佛塔和佛寺，佛教部派之一祇陀林派就是以该寺爲学术中心而成立，并以此地命名的。

## 照片

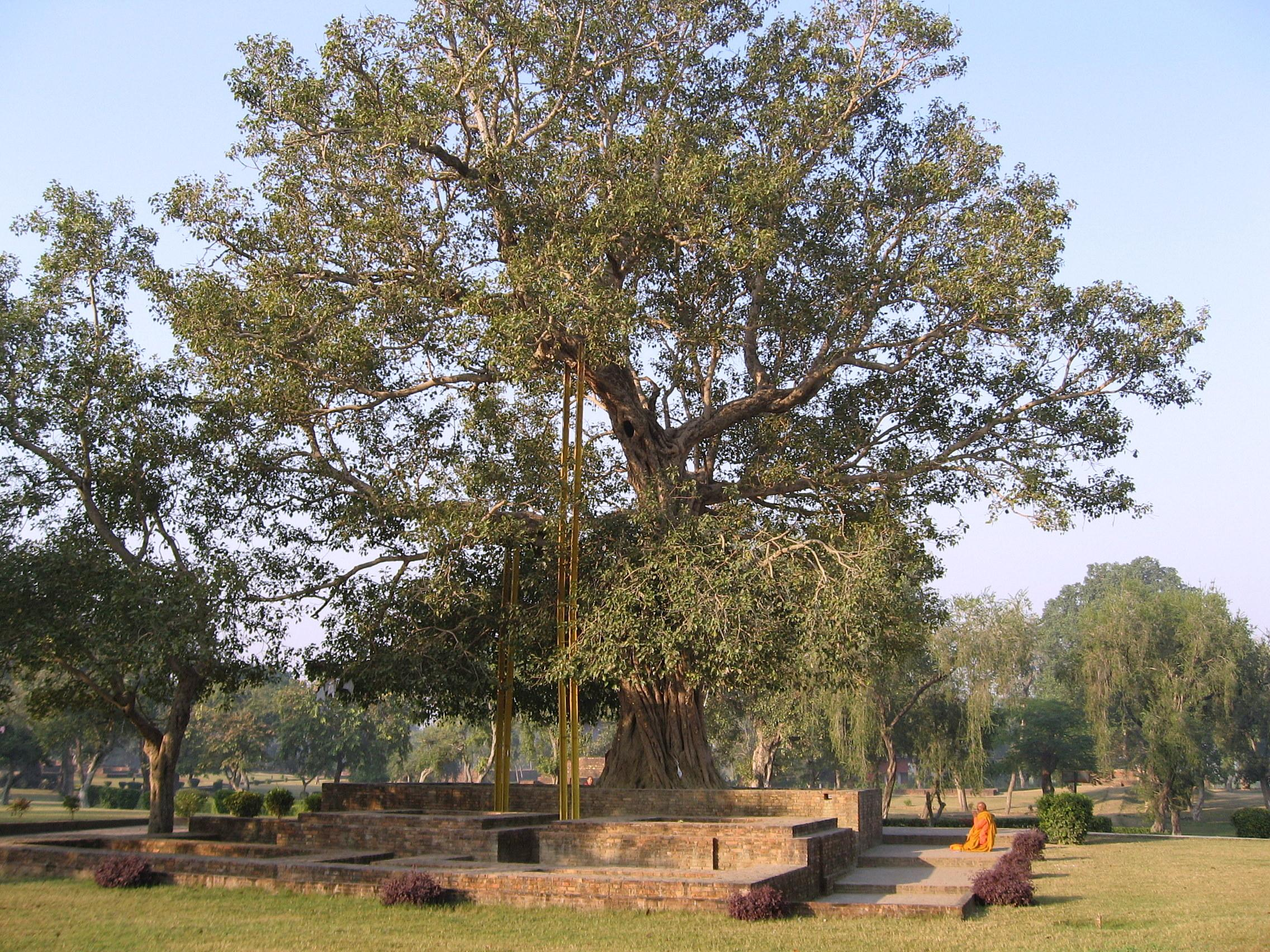
祇園精舍內的喜智菩提樹
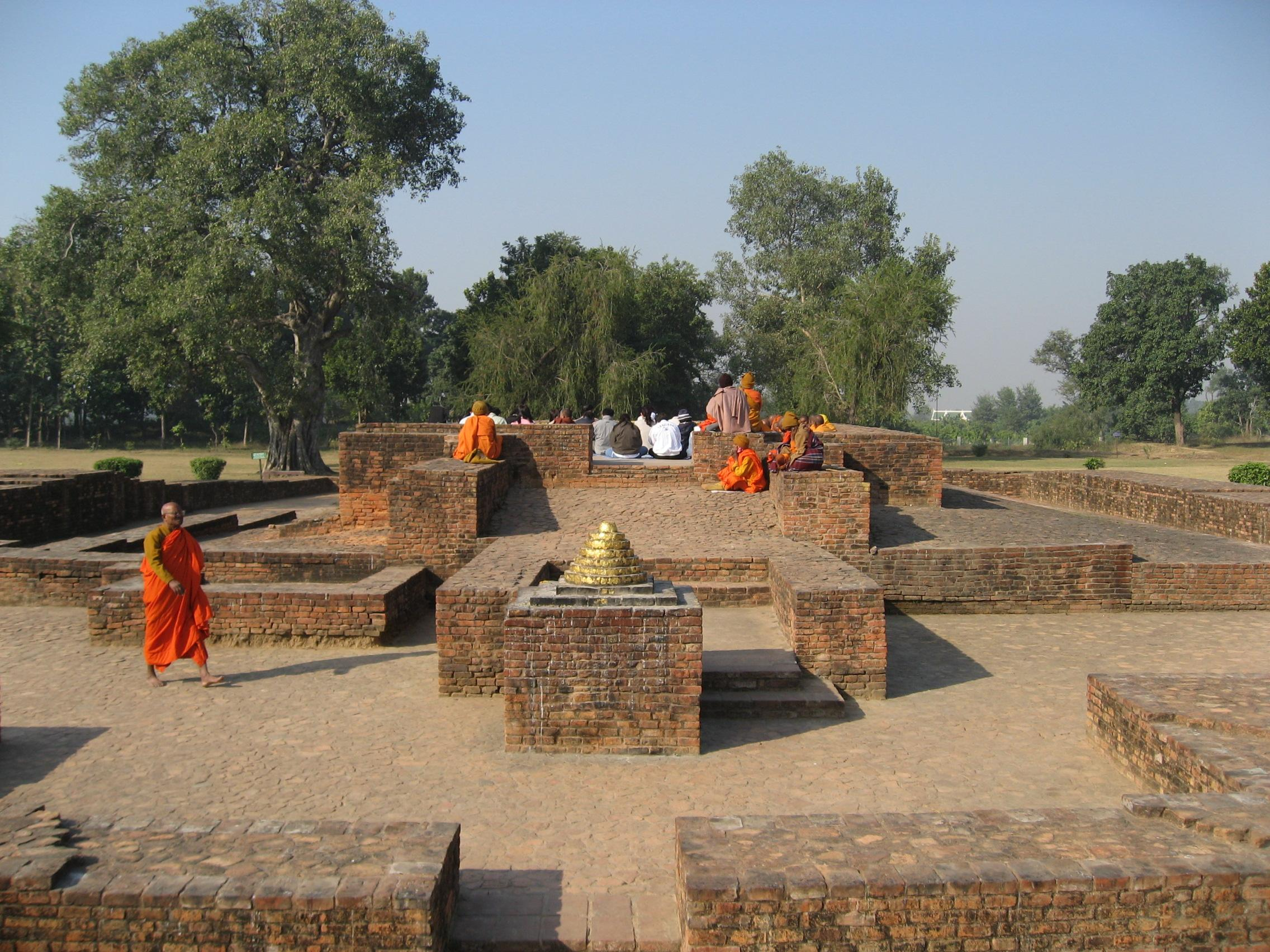
香室
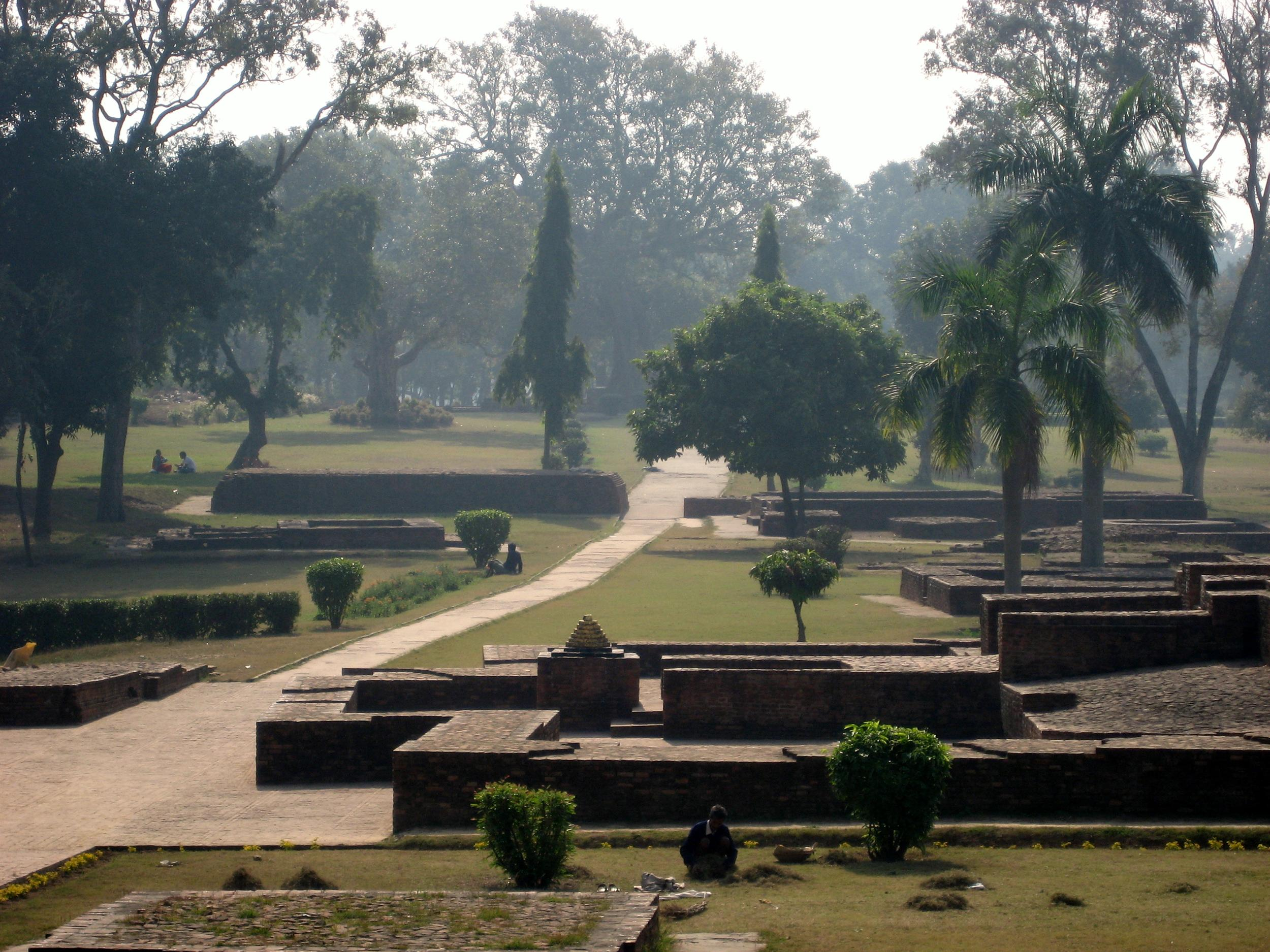
祇園精舍風景
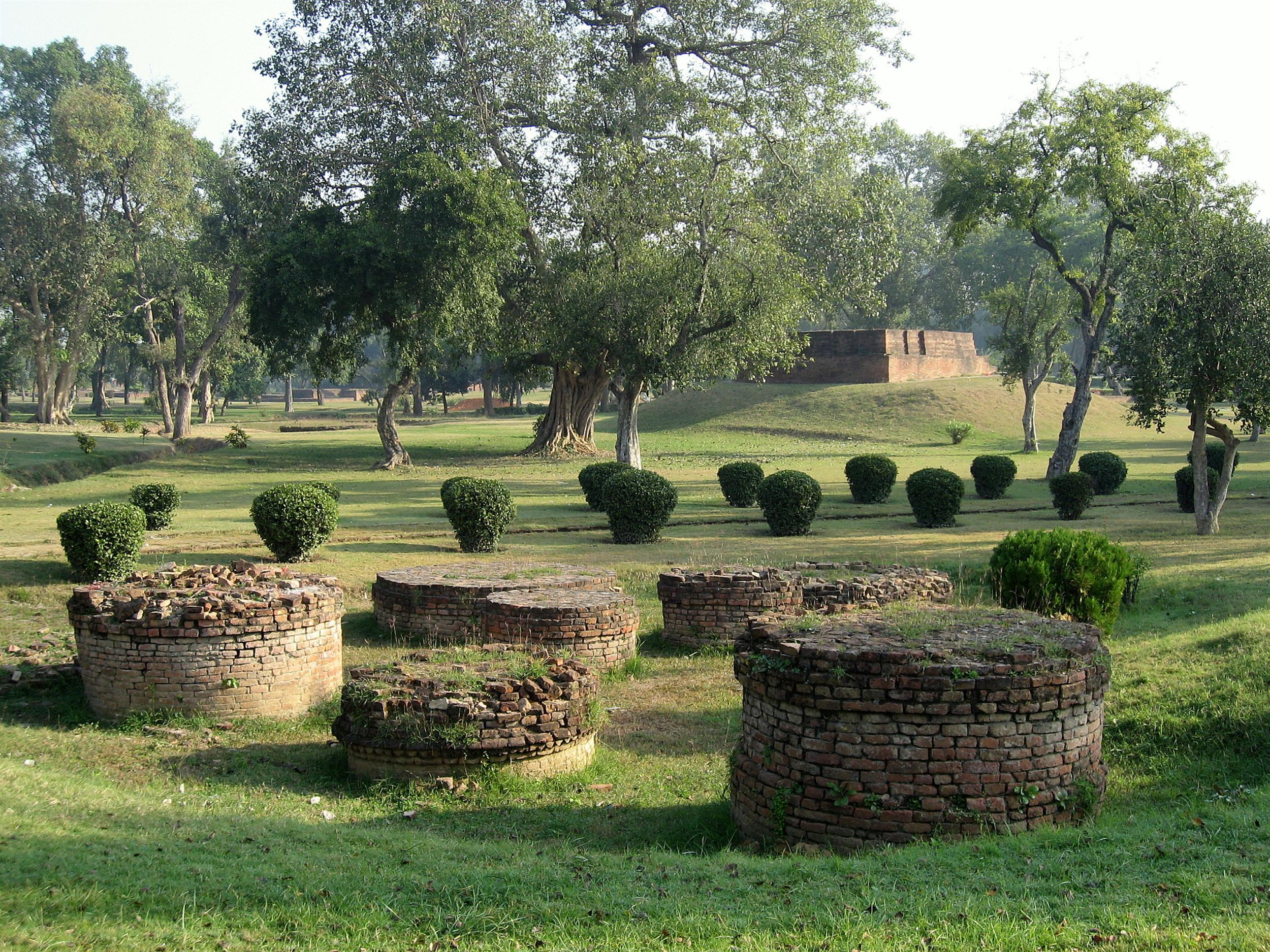
祇園精舍內的佛塔
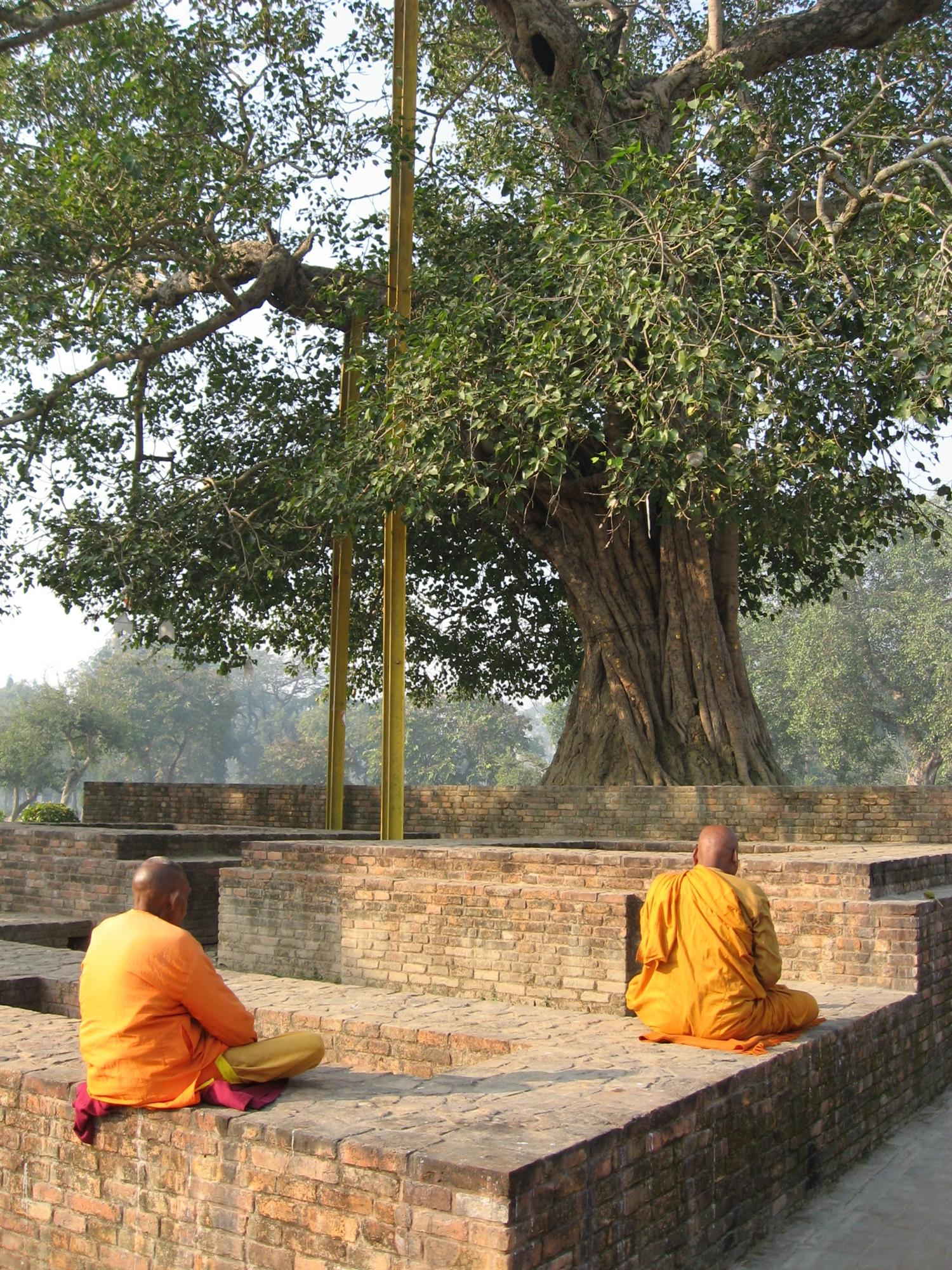
在喜智菩提樹下冥想的僧人

## 註解
1. ↑  全稱為祇陀林給孤獨園、逝多林給孤獨園。祇園或又寫作祗園，可唸作「祇」，因為祇陀精舍又譯作「耆陀精舍」[1][2]。又如Jī和Je音相近，Jīvaka（英语：Jīvaka）譯作「耆」婆、「耆」婆伽、「耆」域、「祇」婆、「祇」域、「時」婆、「時」縛迦[3]，Vṛji譯作跋「耆」、毘「時」、佛栗「氏」。又《洪武正韻》中，「祇」和「祗」都具有「旨而切」（ㄓˇ/zhǐ）和「渠宜切」（ㄑㄧˊ/qí ）兩種音[4][5]。「祇」和「祗」互為對方之異體字，作神明之義，音發ㄑㄧˊ/qí，作恭敬或但、只之義，音發ㄓ、ㄓˇ/zhī、zhǐ[6][7]。
2. ↑  祇洹為梵、巴：Jetavana/犍：Jedavana[8]的音寫，如同須陀洹為梵：Srotāpanna/巴：Sotapanna/犍：Sodavaṇa[9]的音寫，泥洹、泥曰為梵：Nirvāṇa/巴：Nibbāna/犍：Nivana[10]的音寫，提洹竭為梵：Dīpaṃkara/巴：Dīpaṅkara/犍：Divaṃkara[11]的音寫，釋提洹因為梵：Śakra devānāṃ indra/巴：Sakka devānaṃ inda/犍：Śakra devaṇa iṃdra[12]的音寫。根據《洪武正韻》，洹有兩種音，一為「胡官切」（ㄏㄨㄢˊ/huán），一為「于權切」（ㄩㄢˊ/yuán）[13]。《一切經音義》對「泥洹」、「祇洹」之「洹」的標音則為「活官反」、「胡官反」（王力系統的中古音擬音，「胡官切」為/ɣuɑn/，「雨元切」為/ɣǐwɐn/）[14][15][16]。又「洹」、「桓」兩字經常混寫，如釋提洹因或寫作釋提桓因、祇洹或寫作祇桓。那體慧指將以v-開頭的印度音節，音寫為中文，給古代中國的佛典翻譯者帶來挑戰，因為上古漢語和中古漢語沒有對應這些音的字。其早期的解決方法，是使用一個前面帶有濁音起始子音（z或ɣ）的字，以之後近似的發音（後漢漢語：ui、ua，早期中古漢語：wi、wa）來音寫vi或va[17]。